# Susanna Pöykiö
Susanna Pöykiö (Oulu, 22 febbraio 1982) è un'ex pattinatrice artistica su ghiaccio finlandese. Ha vinto la medaglia d'argento al Campionato europeo nel 2005 e la medaglia di bronzo nel 2009. Nel 2001 aveva vinto la medaglia di bronzo al Campionato mondiale juniores. Ha vinto cinque volte il titolo nazionale finlandese, in altre quattro occasioni ha vinto la medaglia di bronzo.

## Palmarès

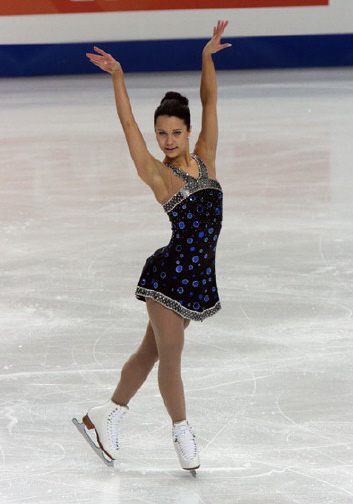
Susanna Pöykiö al Campionato europeo nel 2009.

| Risultati                                                           | Risultati      | Risultati      | Risultati      | Risultati      | Risultati      | Risultati      | Risultati      | Risultati      | Risultati      | Risultati      | Risultati      | Risultati      | Risultati      |
| Internazionali                                                      | Internazionali | Internazionali | Internazionali | Internazionali | Internazionali | Internazionali | Internazionali | Internazionali | Internazionali | Internazionali | Internazionali | Internazionali | Internazionali |
| Evento                                                              | 1997–98        | 1998–99        | 1999–00        | 2000–01        | 2001–02        | 2002–03        | 2003–04        | 2004–05        | 2005–06        | 2006–07        | 2007–08        | 2008–09        | 2009–10        |
| ------------------------------------------------------------------- | -------------- | -------------- | -------------- | -------------- | -------------- | -------------- | -------------- | -------------- | -------------- | -------------- | -------------- | -------------- | -------------- |
| Giochi olimpici invernali                                           |                |                |                |                |                |                |                |                | 13°            |                |                |                |                |
| Campionati mondiali                                                 |                |                |                |                | 11°            |                | 12°            | 8°             | 9°             | 8°             |                | 13°            |                |
| Campionati europei                                                  |                |                |                |                | 6°             | 9°             | 6°             | 2°             | 7°             | 4°             |                | 3°             | R              |
| GP Trophée Eric Bompard                                             |                |                |                |                |                |                |                |                |                | 5°             |                |                |                |
| GP Cup of China                                                     |                |                |                |                |                |                |                |                |                |                | 8°             | 5°             |                |
| GP Cup of Russia                                                    |                |                |                |                |                |                |                |                | 4°             |                |                |                |                |
| GP NHK Trophy                                                       |                |                |                |                |                |                | 4°             |                |                |                |                |                |                |
| GP Skate America                                                    |                |                |                |                |                |                | 5°             | 5°             |                |                |                | 6°             | 11°            |
| GP Skate Canada                                                     |                |                |                |                |                | 9°             |                | 3°             | R              | 5°             |                |                |                |
| GP Spark./Bofrost                                                   |                |                |                |                | 8°             | 3°             |                |                |                |                |                |                |                |
| Bofrost (non-GP)                                                    |                |                |                |                |                |                | 2°             |                |                |                |                |                |                |
| Finlandia Trophy                                                    |                |                |                | 4°             | 6°             | 1°             | 1°             | 1°             |                | 2°             | 2°             | 5°             | 10°            |
| Nebelhorn Trophy                                                    |                |                |                | 10°            | 15°            |                |                |                |                |                |                |                |                |
| Campionati nordici                                                  | 6° J.          |                | 1°             |                |                | 2°             |                |                |                | 1°             |                |                |                |
| Internazionali: Junior                                              |                |                |                |                |                |                |                |                |                |                |                |                |                |
| Campionati mondiali                                                 |                |                |                | 3°             |                |                |                |                |                |                |                |                |                |
| JGP Finale                                                          |                |                |                | 6°             |                |                |                |                |                |                |                |                |                |
| JGP Giappone                                                        |                |                | 11°            |                |                |                |                |                |                |                |                |                |                |
| JGP Norvegia                                                        |                |                |                | 1°             |                |                |                |                |                |                |                |                |                |
| JGP Svezia                                                          |                |                | 5°             |                |                |                |                |                |                |                |                |                |                |
| JGP Ucraina                                                         |                |                |                | 3°             |                |                |                |                |                |                |                |                |                |
| Gardena Spring Trophy                                               |                |                |                | 2° J.          |                |                |                |                |                |                |                |                |                |
| Nazionali                                                           |                |                |                |                |                |                |                |                |                |                |                |                |                |
| Campionati finlandesi                                               |                | 1° J.          | 1°             | 3°             | 1°             | R              |                | 1°             | 1°             | 1°             | 3°             | 3°             | 3°             |
| GP = Grand Prix; JGP = Junior Grand Prix; J. = Junior; R = Ritirata |                |                |                |                |                |                |                |                |                |                |                |                |                |